# ناپا (کالیفرنیا)
ناپا  (به انگلیسی: Napa) شهری در شهرستان ناپا ایالت کالیفرنیا است که در سرشماری سال ۲۰۱۰ میلادی، ۷۶۹۱۵ نفر جمعیت داشته است.